# Aiara
Ayala
«  Ayala (Espagne) » redirige ici. Pour les autres significations, voir Ayala.
Ayala en castillan ou Aiara en basque est une commune d'Alava située dans la communauté autonome du Pays basque en Espagne.

## Hameaux
La commune comprend les hameaux suivants :
- Agiñaga, concejo ;
- Añes, concejo ;
- Arespalditza (Respaldiza en espagnol), concejo, chef-lieu de la commune ;
- Costera-Opellora, concejo ;
- Erbi (quartier), concejo ;
- Etxegoien, concejo ;
- Izoria, concejo ;
- Lejarzo (Lexartzu en basque), concejo ;
- Llanteno, concejo ;
- Luiaondo, concejo ;
- Luxo (Lujo en espagnol), concejo ;
- Madaria, concejo ;
- Maroño, concejo ;
- Menagarai-Beotegi, concejo, qui comprend les deux hameaux Menagarai et Beotegi ;
- Menoio, concejo ;
- Murga, concejo ;
- Olabezar, concejo ;
- Ozeka, concejo ;
- Quejana (Kexaa en basque), concejo ;
- Retes de Llanteno, concejo ;
- Salmantón, concejo ;
- Soxo (Sojo en espagnol), concejo ;
- Zuaza (Zuhatza en basque), concejo.